# Regeringen Passos Coelho
Regeringen Passos Coelho (portugisiska: XIX Governo Constitucional de Portugal) är en portugisisk borgerlig koalitionsregering bestående av det socialliberala Partido Social Democrata (PSD) och det socialkonservativa CDS-PP. Den bildades den 21 juni 2011 som en följd av resultatet i Parlamentsvalet i Portugal 2011. Den 23 juli 2013 presenterades en ny regering efter en kort politisk kris.  Regeringen Passos Coelho är en majoritetsregering och består av 14 ministrar.
| Titel               | Namn                     | Parti                                         |
| ------------------- | ------------------------ | --------------------------------------------- |
| Statsminister       | Passos Coelho            | Partido Social Democrata                      |
| Vice statsminister  | Paulo Portas             | Centro Democrático e Social - Partido Popular |
| Finansminister      | Maria Luís Albuquerque   | Opolitisk                                     |
| Utrikesminister     | Rui Machete              | Partido Social Democrata                      |
| Samordningsminister | Luís Marques Guedes      | Partido Social Democrata                      |
| Justitieminister    | Paula Teixeira da Cruz   | Partido Social Democrata                      |
| Inrikesminister     | Miguel Macedo            | Partido Social Democrata                      |
| Försvarsminister    | José Pedro Aguiar Branco | Partido Social Democrata                      |
| Utbildningsminister | Nuno Crato               | Opolitisk                                     |
| Jordbruksminister   | Assunção Cristas         | Centro Democrático e Social - Partido Popular |
| Näringsminister     | António Pires de Lima    | Centro Democrático e Social - Partido Popular |
| Socialminister      | Pedro Mota Soares        | Centro Democrático e Social - Partido Popular |
| Hälsominister       | Paulo Macedo             | Opolitisk                                     |
| Regionalminister    | Miguel Poiares Maduro    | Partido Social Democrata                      |
| Miljöminister       | Jorge Moreira da Silva   | Partido Social Democrata                      |